# بيلة الألبومين
بيلة الألبومين (بالإنجليزية: Albuminuria)‏ هي حالة مرضية يتواجد فيها ألبومين المصل في البول وتعد نوع من البيلة البروتينية. تحدث بيلة الألبومين في المتلازمة الكلوية.